# PetroChina

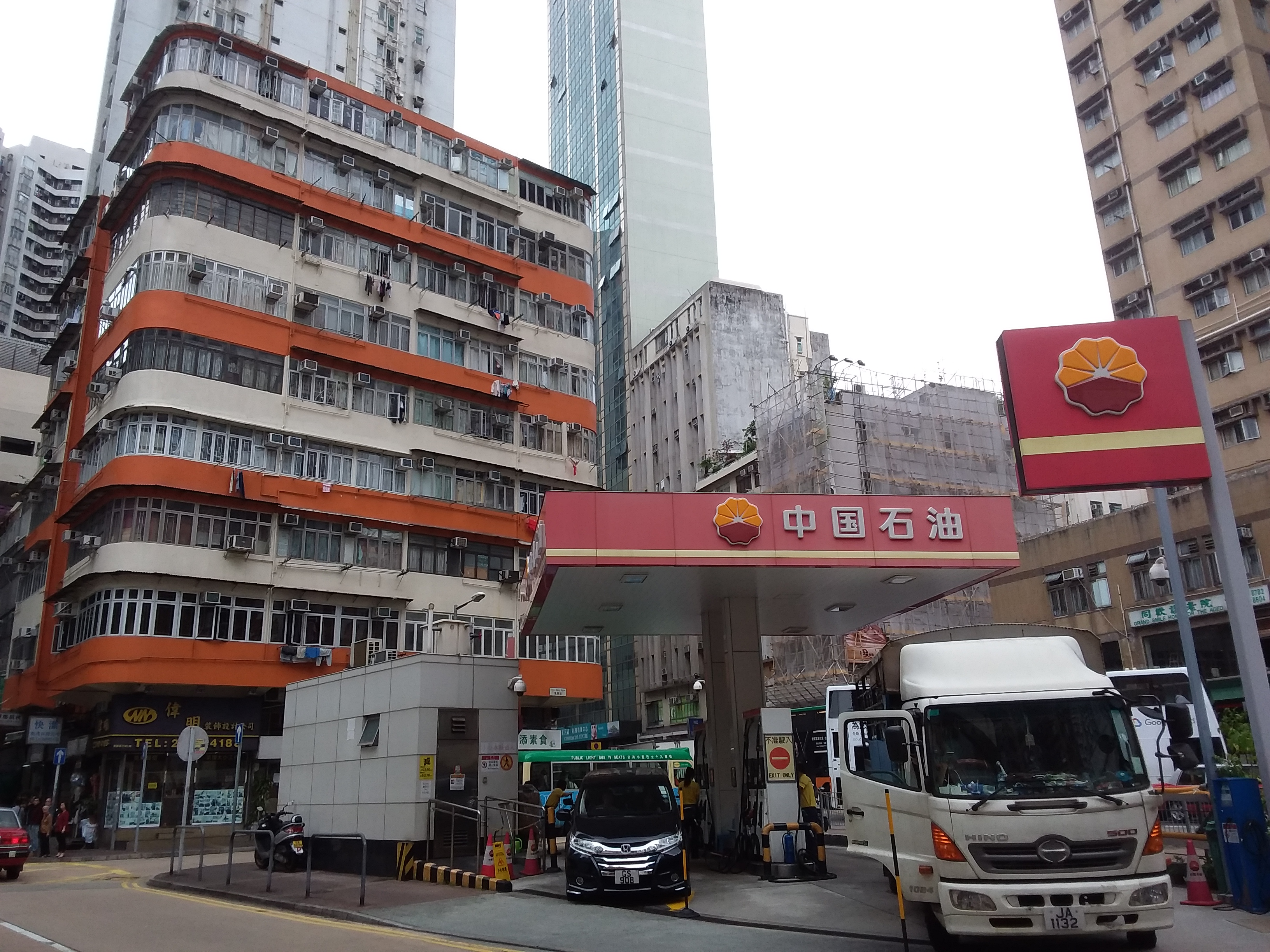
Stacja PetroChina w Hongkongu

PetroChina Company Limited (chiń. upr. 中国石油天然气股份有限公司; chiń. trad. 中國石油天然氣股份有限公司) – największe chińskie przedsiębiorstwo z branży petrochemicznej. Jego kapitalizacja 4 kwietnia 2008 wyniosła	248 miliardów dolarów.